# Otilovići
Otilovići (cyr. Отиловићи) – wieś w Czarnogórze, w gminie Pljevlja. W 2011 roku liczyła 244 mieszkańców.